# Gibbula aurantia
Gibbula aurantia is een slakkensoort uit de familie van de Trochidae. De wetenschappelijke naam van de soort is voor het eerst geldig gepubliceerd in 1975 door Nordsieck.